# 23212 Аркаїтдей
23212 Аркаїтдей (2000 UR39, 1998 HC89, 23212 Arkajitdey) — астероїд головного поясу, відкритий 24 жовтня 2000 року.
Тіссеранів параметр щодо Юпітера — 3,295.